# Saint-Rabier
Saint-Rabier là một xã, nằm ở tỉnh Dordogne vùng Aquitaine của Pháp. Xã này có diện tích 15,87 kilômét vuông, dân số năm 1999 là 502 người. Xã nằm ở khu vực có độ cao trung bình 212 m trên mực nước biển.

## Hành chính
| Danh sách các xã trưởng                |             |              |                  |         |
| Giai đoạn                              | Giai đoạn   | Tên          | Đảng             | Tư cách |
| 1983                                   | đương nhiệm | Claude Delpy | không chính thức | hưu trí |
| Tất cả các dữ liệu trước đây không rõ. |             |              |                  |         |

## Thông tin nhân khẩu
| Năm | 1962 | 1968 | 1975 | 1982 | 1990 | 1999 |
| --- | ---- | ---- | ---- | ---- | ---- | ---- |
| Dân số | 582  | 576  | 518  | 580  | 573  | 502  |
| From the year 1962 on: No double counting—residents of multiple communes (e.g. students and military personnel) are counted only once. |      |      |      |      |      |      |